# El Solar
El Solar, de son nom entier El Solar, San Carlos y Colonia Bertozzi, est une localité rurale argentine située dans le département de La Paz et dans la province d'Entre Ríos.